# Aepinacodon
Aepinacodon és un gènere de mamífers artiodàctils de la família dels antracotèrids que visqueren a Nord-amèrica des de l'Eocè superior fins a l'Oligocè inferior, fa entre 33,3 i 40,4 milions d'anys. Se n'han trobat restes fòssils a Dakota del Sud, Nebraska i Utah (Estats Units). Eren botriodontins grossos i de rostre allargat, encara que no tant com en el seu parent Bothriodon. Tenien el musell llarg i tubular i els ulls en una posició elevada del cap. Seguien una dieta mixta, amb el brosteig com a forma d'alimentació predominant.